# 阿爾派恩鎮區 (密蘇里州斯通縣)
阿爾派恩鎮區（英語：Alpine Township）是位於美國密蘇里州斯通縣的一個行政鎮區。

## 地方資料
阿爾派恩鎮區的面積為63.24平方千米，當中陸地面積為43.26平方千米，而水域面積為19.98平方千米。根據2020年美國人口普查的數據，當地共有人口604人，而人口密度為每平方千米9.55人。